# 伊紹鑒
伊紹鑒（？—？），福建汀州人，清朝政治人物。举人出身。
同治九年（1870年），擔任清朝廣州府新安縣知縣。接任者不详。